# Sadegh Husseini Schirasi
Sadegh Husseini Schirasi (persisch سید صادق حسینی شیرازی, arabisch صادق بن مهدي الحسيني الشيرازي, DMG Ṣādiq b. Mahdī al-Ḥusainī aš-Šīrāzī; * 20. August 1942 in Kerbela) ist ein schiitischer Ajatollah in Iran. Er ist für die Gründung von islamischen Zentren, Non-Profit-Organisationen und islamischen Fernsehkanälen bekannt.

## Leben und Familie
Sadegh Schirasi wurde am 20. August 1942 (1361 nach islamischer Zeitrechnung) in eine Familie von Geistlichen geboren, die ursprünglich aus Schiras stammen, so unter anderem Mohammad Hasan Schirazi; sein Bruder war Mohammad Husseini Schirazi. Er lebt in der iranischen Stadt Ghom und ist dort Leiter einer theologischen Hochschule.

## Islamische Zentren und Fernsehkanäle
Sadegh Schirazi gründete oder unterstützt diverse islamische Zentren, Verbände und Moscheen in der ganzen Welt. Fernsehkanäle, die von ihm gegründet wurden, sind:
- Shia-Waves, islamischer Nachrichtensender
- Marjaeyat TV, theologischer Fernsehsender[3]
- Imam Hussein TV, theologischer Fernsehsender
- al-Anwar TV, theologischer Fernsehsender